# Гриценко, Анатолий Павлович
Анатолий Павлович Гриценко (укр. Анатолій Павлович Гриценко; 21 сентября 1958, Керчь, Крымская область, Украинская ССР, СССР) — крымский политик, Председатель Херсонской областной государственной администрации в 2010, Председатель Верховного Совета Крыма в 1997—1998 и 2006—2010.

## Образование
- 1989 — экономический факультет Крымского сельскохозяйственного института;
- 2007 — Харьковский региональный институт государственного управления Национальной академии государственного управления при Президенте Украины, магистр государственного управления.
- 2009 — Кандидат экономических наук.
- 2010 — Херсонский юридический институт Харьковского национального университета внутренних дел.

## Биография
- август — октябрь 1976 и февраль — июль 1980 — слесарь Чистопольского отделения «Сельхозтехника», Ленинский район, Крымская область.
- 1976—1979 — служба в военно-морском флоте.
- июль — август 1980 — рабочий кирпичного завода, г. Аркадак, Саратовская область.
- 1980—1987 — инструктор по спорту колхоза «Родина», Ленинский район, Крымская область.
- 1987—1995 — председатель исполкома Чистопольского сельского совета, Ленинский район, Республика Крым.
- июль 1995 — октябрь 1996 — председатель Постоянной комиссии Верховного Совета Крыма по местному самоуправлению и государственному устройству.
- 1996—1997 — председатель исполкома Чистопольского сельского совета, Ленинский район, Республика Крым.
- февраль 1997 — апрель 1998 — Председатель Верховного Совета Крыма.
- апрель 1998 — январь 2001 — голова Чистопольского сельского Совета.
- январь 2001 — июль 2005 — председатель Ленинской районной государственной администрации.
- июль 2005 — сентябрь 2005 — советник Председателя Верховного Совета Крыма.
- сентябрь 2005 — май 2006 — первый заместитель Председателя Совета министров Крыма.
- май 2006 — март 2010 — Председатель Верховного Совета Крыма.
- март 2010 — июнь 2010 — председатель Херсонской областной государственной администрации. Указ Президента Украины № 378/2010 «О назначении А.Гриценко председателем Херсонской областной государственной администрации».

В 2008 году ему было предъявлено обвинение в коррупции: МВД Украины завело против него дело об административной ответственности после того, как спикер крымского совета отказался сообщить, откуда взял средства для погашения кредита на покупку автомобиля. Как сообщали представители МВД, чиновник отказывался получать протокол о нарушении и даже избил при этом понятого. Сам Гриценко назвал инцидент провокацией МВД и заявил, что никого не избивал.
В августе 2009 года в крымском отделении Партии регионов произошел раскол: один из ее лидеров, Василий Киселёв, обвинил руководство Крыма в коррупции и в сентябре покинул партию. Следом за ним о выходе из Партии регионов заявили лидеры Российской общины Крыма (РГК). В том же месяце в Крыму прошли демонстрации по отставке Гриценко.
В конце января 2011 года был арестован по обвинению в превышении власти или служебных полномочий. Гриценко подозревали в незаконном изъятии земель военного совхоза «Азовский» площадью 4,8 тыс. га в период его руководства Ленинской районной государственной администрации. По этому факту он был признан виновным. Прокуратура Крыма оценила ущерб в 23 млн. грн. В СИЗО он провёл год и два месяца, после чего вышел на свободу. Определением Апелляционного суда Запорожской области от 26 октября 2015 приговор Коммунарского районного суда г. Запорожье от 2 марта 2012 года в отношении Гриценко Анатолия Павловича отменён уголовное дело прекращено в связи с отсутствием в его действиях состава преступления.
После референдума о статусе Крыма 16 марта 2014 года Гриценко стал членом Справедливой России. На выборы 14 сентября 2014 года в Государственный Совет Республики Крым он пошёл под вторым номером от Справедливой России. 26 августа 2014 года был снят с выборов из-за непогашенной судимости. 10 сентября 2014 года вышел из партии.

## Общественная деятельность
- Депутат Верховного Совета Крыма 2-го (1994—1998), 3-го (1998—2002), 4-го (2002—2006), 5-го (2006—2010) и 6-го (2010—2012) созывов.
- Член Партии регионов. Был председателем Ленинской организации Крымской республиканской организации ПР до мая 2011.

## Награды
- Медаль «За трудовое отличие» (1986);
- Орден Украинской Православной церкви «Преподобных Антония и Феодосия Печерских» (1997);
- Международная премия им. П.Орлика (1998);
- Медаль «За добросовестную службу в Пограничных войсках Украины» (2001);
- Почётная грамота Совета министров Автономной Республики Крым (2001);
- Заслуженный работник местного самоуправления Автономной Республики Крым (2002);
- Орден «За заслуги» III степени (2004)[7];
- Звание лауреата Всеукраинского рейтинга «Личность года» (2006);
- Знак отличия внутренних войск МВД Украины «За сотрудничество с внутренними войсками МВД Украины» (2006);
- Медаль «15 лет вооружённым силам Украины» (2006);
- Орден «За заслуги в развитии третейского судопроизводства в Украине» (2006);
- Почётный знак Европейской академии естественных наук — Большой серебряный крест «За особые заслуги» (2007);
- Орден «Достоинство», Наградного Комитета Международной Лиги «Защиты человеческого достоинства и безопасности» (2007);
- Ведомственный поощрительный знак отличия СБУ. Юбилейная медаль (2007);
- Медаль «15 лет Государственной пограничной службе Украины» (2007);
- Орден «60 лет Победы» (2008);
- Знак отличия внутренних войск МВД Украины, Крест Почёта «За развитие и становление внутренних войск МВД Украины» (2008);
- Ведомственный поощрительный знак отличия, Управления государственной охраны Украины, «За особые заслуги» (2008);
- Орден «Сергея Радонежского» (2008);
- Орден «За заслуги» II степени (2008)[8];
- Знак отличия МВД Украины «За содействие органам внутренних дел Украины» (2008);
- Почётное звание «Заслуженный экономист Украины» (2008)[9];
- Медаль «За содействие в охране государственной границы Украины» (2008);
- Почётная грамота Верховной Рады Украины (2008);
- «Почётный знак отличия Государственной Налоговой службы Украины» (2008);
- Знак отличия Министерства обороны Украины «За содействие Вооружённым силам Украины» (2009);

## Семья
Женат. Имеет сына и дочь.